# 友利健哉
友利 健哉（ともり けんや、1984年8月12日 - ）は、沖縄県宮古島市（旧・宮古郡伊良部町）出身の元プロバスケットボール選手である。ポジションはポイントガード/シューティングガード。177cm、75kg。背番号は5。

## 来歴
9歳でバスケットボールを始める。伊良部町立佐良浜中学校（現：宮古島市立佐良浜中学校）を卒業後、中部工業高校（現：美来工科高等学校）に進学。3年生時には主将を務め、エースとして14年ぶりとなるチームのインターハイ出場に貢献。1回戦で四日市工業を破り、2回戦に進出する。その後、チーム11年ぶりとなるウィンターカップ出場にも貢献し、2回戦まで勝ち進む。卒業後は専修大学に進学。上級生には中川和之、波多野和也、佐藤浩貴、小淵雅らがいた。4年生時には主将を務める。
2007年、bjリーグの琉球ゴールデンキングスに入団。2008-2009シーズンは主将を務めリーグ優勝。
2009-2010シーズン、富山グラウジーズのチームトライアウトで入団。
2010-2011シーズン前、金銭トレードで浜松・東三河フェニックスに移籍、チームの2連覇に貢献。友利個人は琉球以来2度目のリーグ優勝。2012年のエクスパンション・ドラフトで新規参入の群馬クレインサンダーズより指名を受けて移籍。2年目より2年間キャプテンを務め、2015年bjリーグオールスターに出場。
2015年オフ、FA権を行使して福島ファイヤーボンズに移籍。
2018年サイバーダイン茨城ロボッツに移籍し、2019-20シーズンまで所属
2020-21シーズンより福島ファイヤーボンズに復帰。
2023年、現役引退。
同年、Wリーグの三菱電機コアラーズのアシスタントコーチに就任。

## 経歴
- 中部工業高校 - 専修大 - 琉球ゴールデンキングス（2007年 〜 2009年） - 富山グラウジーズ（2009年 〜 2010年） - 浜松・東三河フェニックス（2010年 〜 2012年） - 群馬クレインサンダーズ（2012年 〜 2015年） - 福島ファイヤーボンズ（2015年 〜 2018年）- サイバーダイン茨城ロボッツ（2018年 〜 2020年 ）- 福島ファイヤーボンズ（2020年 〜 2024年）

## 成績
| シーズン | チーム | GP | GS | MPG  | FG%  | 3P%  | FT%  | RPG | APG | SPG | BPG | TO  | PPG |
| -------- | ------ | -- | -- | ---- | ---- | ---- | ---- | --- | --- | --- | --- | --- | --- |
| 2012-13  | 群馬   | 52 |    | 27.3 | .321 | .305 | .846 | 3.3 | 3.7 | 1.3 | 0.1 | 1.4 | 7.1 |
| 2013-14  | 群馬   | 52 |    | 25.7 | .391 | .278 | .835 | 2.3 | 2.2 | 0.7 | 0.1 | 1.2 | 8.8 |
| 2014-15  | 群馬   | 52 |    | 24.8 | .351 | .290 | .745 | 1.7 | 3.0 | 0.9 | 0.0 | 1.2 | 5.8 |